# Bernard d'Abbeville
Bernard d'Abbeville (Bernardus de Abbatisvilla) fut évêque d'Amiens de 1259 à 1278.

## Biographie

### Famille
Bernard d'Abbeville serait issu de la famille de Boubers, branche cadette de la Famille d'Abbeville et le cousin germain de Jean d'Abbeville, doyen du chapitre cathédral d'Amiens, puis archevêque de Besançon.

### Carrière ecclésiastique
Bernard d'Abbeville fut d'abord chanoine de Rouen en 1245, puis du chapitre cathédral d'Amiens en 1257, avant de devenir évêque d'Amiens en 1259. Durant son épiscopat, il se montra déterminé à défendre la juridiction ecclésiastique face à la commune d'Amiens et au roi de France.
Il assista à la déposition des reliques données à Guillaume, abbé d'Anchin en 1259-1260 et, en 1261, à la translation des reliques de saint Luthin dans l'abbaye Saint-Lucien de Beauvais.
En 1269, il offrit à la cathédrale Notre-Dame d'Amiens le vitrail situé dans l'axe des parties hautes du chœur et s'y fit représenter offrant le vitrail à la Vierge. 
En 1277, il fut envoyé par le roi Philippe III le Hardi, avec deux autres évêques, auprès du pape Grégoire X pour demander de la canonisation de son père, le roi Louis IX.
Il mourut en 1278 et fut inhumé dans la cathédrale Notre-Dame d'Amiens.